# Фотосуміші
Фотосуміші призначаються для отримання світлових імпульсів (спалахів) дуже малої тривалості, зазвичай кілька десятих секунди. У військовій справі фотосумішами споряджають фотобомби, які застосовуються для нічного повітряного фотографування. Однак в наш час існують різні оптоелектронні прилади, що дозволяють робити фотозйомку практично в абсолютній темряві.
Найчастіше фотосуміші готують шляхом змішування порошку магнію або інших висококалорійних металів (цирконію, титану, магнієвих сплавів) з різними солями — окислювачі.